# Strictly Come Dancing
«Strictly Come Dancing» — британское танцевальное шоу, транслирующиеся на BBC One с 15 мая 2004 года, в котором участвуют пары, каждая из которых состоит из профессионального танцора и звезды телеэкрана, кинематографа или театра. После выступления каждой пары жюри выставляет оценки. Является продолжением многолетнего шоу «Come Dancing». Этот формат был продан в 60 стран под названием «Dancing with the Stars» по лицензии BBC Worldwide. Книга рекордов Гинесса признала этот формат самым успешным в мире реалити-шоу.
Благодаря высоким рейтингам «Strictly Come Dancing» стали одной из самых престижных программ на британском телевидении.

## Разработка
Продюсер Ричард Хопкинс в 2003 году предложил BBC несколько изменённую версию шоу Come Dancing под названием Pro-Celebrity Dancing, однако попытка оказалась неудачной. Позже исполнительный директор ВВС Фения Варданис предложила пересмотреть эту идею. Позже Хопкинс сам продал этот формат в Америку, после того, как BBC отклонила идею продажи его за границу, поскольку сочла его слишком «британским».

## Ведущие и судьи

### Ведущие
| Текущие | - Тесс Дейли: 2004 — настоящее время. - Клаудиа Винклеман: 2010 г. — настоящее время. |
| Бывшие  | - Сэр Брюс Форсайт: 2004—2013.                                                        |

### Судьи
| Текущие | - Крейг Ревел Хорвуд: 2004 — настоящее время. - Бруно Тониоли: 2004—2019, 2021-настоящее время. - Ширли Баллас: 2017 — настоящее время. - Мотси Мабусе: с 2019 г. по настоящее время. |
| Бывшие  | - Лен Гудман: 2004—2016. - Арлин Филлипс: 2004—2008. - Алеша Диксон: 2009—2011. - Дарси Басселл : 2012—2018.                                                                          |